# Philippe Ogouz
Philippe Ogouz, crédité sous son nom complet Philippe Michel Ogouz-Clerc, au début de sa carrière né le 20 novembre 1939 à Saint-Jean-de-Luz (Pyrénées-Atlantiques) et mort le 25 juillet 2019 à Paris 15e (Seine) est un acteur, metteur en scène et directeur artistique français.
Très actif dans le domaine du doublage, il est notamment l'une des voix françaises des acteurs américains Martin Sheen, Dustin Hoffman, Bruce Lee ou John Travolta et doublait, de son vivant et de manière régulière, les acteurs John Larroquette et Patrick Duffy.
Il est aussi connu pour avoir assuré le doublage de personnages principaux de séries d'animation, notamment ceux des séries Capitaine Flam, Edgar de la Cambriole, Les Maîtres de l'Univers et Ken le Survivant.
Entre 2005 et 2013, il était président de l’Adami.

## Biographie

### Jeunesse et formation
Né dans une famille d'origine russe, Philippe Ogouz est le fils d'un banquier. Il fait ses études au lycée à Marseille puis y suit des cours de théâtre au cours Harry Baur. Il est également formé à partir d'octobre 1957 au Conservatoire d’art dramatique et au Centre d’art dramatique de la rue Blanche où il suit les cours de Berthe Bovy, Robert Manuel et Teddy Bilis.

### Carrière

#### Acteur
En 1957, Philippe Ogouz interprète à la radio le rôle de Poil de Carotte avec Antoine Arnaudy. Il joue également le rôle de Puce dans le feuilleton Zig et Puce, puis dans Poum et Plum et dans Cric-Crac.
Il débute[Quand ?] au théâtre Marigny, interprétant l'Horace III dans L'Étonnant Pennybacker. En 1961, René Allio l'engage pour un rôle dans son court-métrage La Meule. En 1966, il joue le rôle de Paul dans L'Étrangère de Sergio Gobbi. Son premier grand rôle au cinéma est dans Trop c'est trop de Didier Kaminka, qu'il co-produit. Autres rôles marquants : Pierre dans Le Jeu avec le feu d'Alain Robbe-Grillet, Jean-Claude dans Asphalte de Denis Amar et le chauffard dans Les cigognes n'en font qu'à leur tête, encore avec Didier Kaminka. Il apparaît également en grand chef des scouts dans Scout toujours… (1985) de Gérard Jugnot.
À la télévision, Il participe à de nombreux téléfilms et séries télévisées, comme Rouletabille en 1966, Le Double Assassinat de la rue Morgue en 1973, Une femme d'honneur mais aussi Julie Lescaut, Nestor Burma, Avocats et Associés etc. Il participe également en 1987 à la série comique Frog Show qui succède à l'émission Objectif Nul sur Canal+.

#### Metteur en scène
Philippe Ogouz met en scène Tempo au théâtre Fontaine, qui a obtenu le Molière du spectacle musical en 1990.
En 2003 et 2004, il adapte et joue La Rafle du Vél' d'hiv, d'après les ouvrages de l'historien Maurice Rajsfus sur la rafle du Vélodrome d'Hiver. Après 160 représentations à Paris, la pièce tourne en province. En septembre 2006, il met en scène la « comédie tragique avec chansons » Rutabaga Swing de Didier Schwartz.

#### Doublage
Philippe Ogouz participe à de nombreux doublages, étant la voix française des acteurs Patrick Duffy (Dallas, Notre belle famille), Martin Sheen (Apocalypse Now), Bruce Lee, (La Fureur de vaincre), John Travolta (Grease) ou Dustin Hoffman, mais aussi celle du personnage de Leyland Palmer, interprété par Ray Wise, dans la série Twin Peaks, dont il dirige le doublage.
Il a également participé au doublage de nombreux séries d'animation dans les années 1980 et 1990, notamment Les Maîtres de l'Univers (personnage de Musclor). Dans ce domaine, ses interprétations les plus marquantes restent les héros des séries Capitaine Flam et Ken le Survivant,.

### Engagements personnels
Entre 2005 et 2013, Philippe Ogouz est le président de l’Adami, succédant à Pierre Santini. Il était vice-président de l'Adami depuis 1999 et également vice-président du Syndicat national des metteurs en scène.
Lors des débats en France en 2005 et 2006 autour des droits d'auteur sur Internet (le projet de loi relative au droit d'auteur et aux droits voisins dans la société de l'information - DADVSI), il prend parti pour une licence globale sur le téléchargement, en sa qualité de président de l'Adami.

### Décès

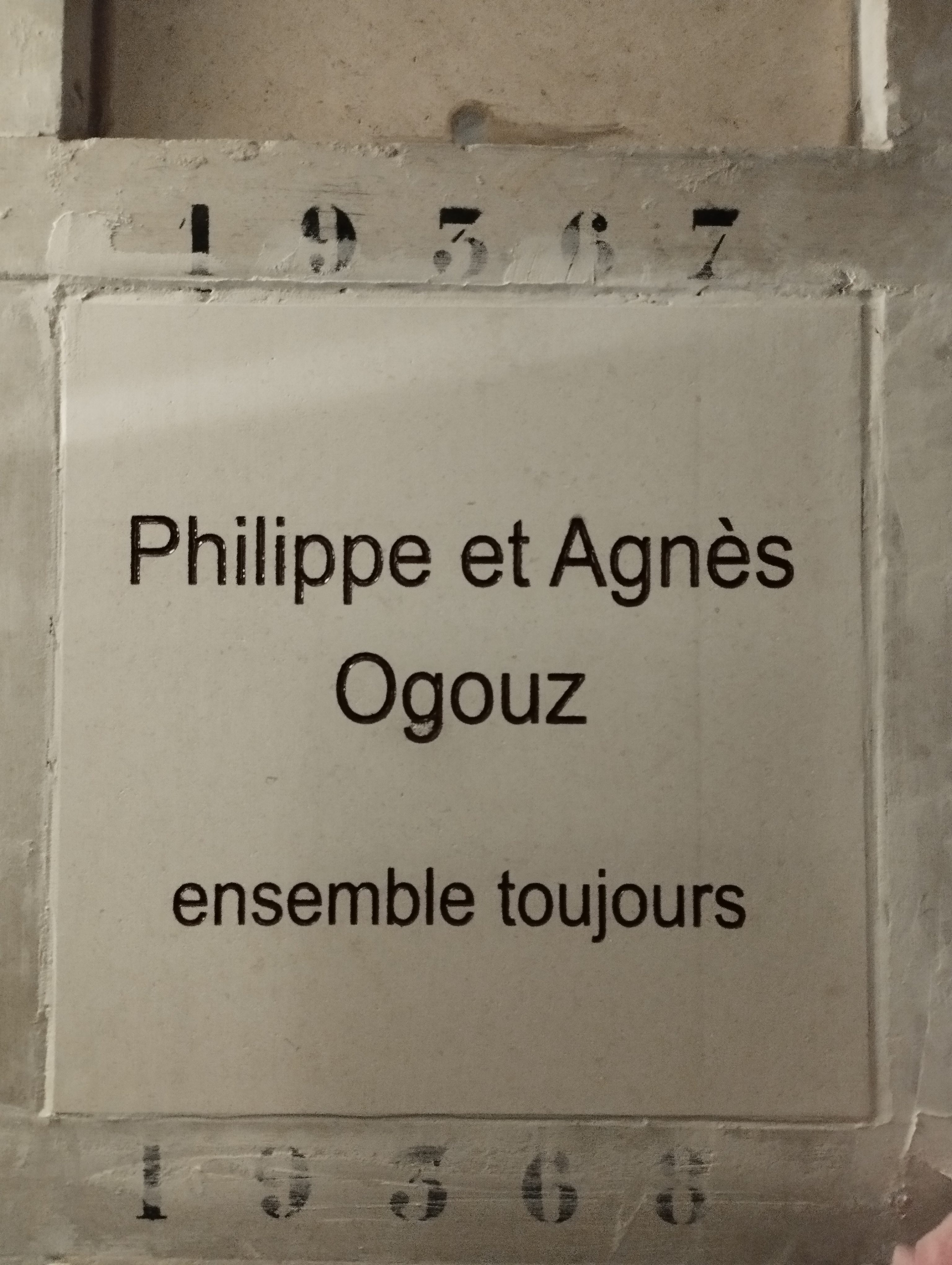
Plaque funéraire de Philippe Ogouz au columbarium du Père-Lachaise (case n° 19 367).

Philippe Ogouz décède le 25 juillet 2019 à Paris 15e, à l'âge de 79 ans. Incinéré, ses cendres sont inhumées au columbarium du Père-Lachaise (division 87, case 19 367).

### Vie privée
Marié à la comédienne Agnès Gribe, Philippe Ogouz est le père de Virginie Ogouz, actrice et directrice de casting, et d'Emmanuelle Ogouz, scénariste.

## Théâtre

### Comédien
- 1958 : L'Étonnant Pennypacker de Liam O'Brien, adaptation Roger Ferdinand, mise en scène Jean-Pierre Grenier, théâtre Marigny
- 1968 : Je ne veux pas mourir idiot de Georges Wolinski, mise en scène Claude Confortès, théâtre des Arts
- 1969 : Je ne pense qu'à ça de Georges Wolinski et Claude Confortès, théâtre Gramont
- 1971 : L'Indien cherche le Bronx d'Israel Horovitz, mise en scène Michel Fagadau, théâtre de la Gaîté-Montparnasse
- 1978 : Y'a des jours comme ça de Serge Ganzl, Georges Beller, Philippe Ogouz, mise en scène Jean Bouchaud, théâtre Fontaine
- 1978 : Pas un navire à l'horizon d'Henri Mitton, mise en scène Claude Confortès, La Cour des miracles
- 1979 : Troïlus et Cressida de William Shakespeare, mise en scène René Dupuy, théâtre Fontaine
- 1996 : Camus, Sartre… et les autres de et mise en scène Jean-François Prévand, théâtre de l'Œuvre
- 2001 : Il voulait voir naître une étoile filante de Philippe Faure, mise en scène de l'auteur, Théâtre de la Croix-Rousse, Théâtre Silvia-Monfort
- 2002 : Nannie sort ce soir de Seán O'Casey, mise en scène Marc François, Théâtre de Gennevilliers
- 2004 : La Rafle du Vel d'hiv de Maurice Rajsfus, mise en scène Philippe Ogouz et Frédéric de Rougemont, théâtre des Mathurins
- 2006-2007 : Rutabaga Swing de Didier Schwartz, théâtre 13 puis comédie des Champs-Élysées
- 2014 : Radio Trenet de Jacques Pessis, mise en scène Philippe Ogouz, Petit Montparnasse
- 2015 : Je ne veux pas mourir idiot de Georges Wolinski, mise en scène Claude Confortès, théâtre Déjazet

### Metteur en scène
- 1986 : Le Système Ribadier de Georges Feydeau, théâtre La Bruyère
- 1990 : Des promesses, toujours des promesses de Ron Clark et Sam Bobrick, théâtre Tristan-Bernard
- 2002 : Une petite fille privilégiée de Francine Christophe
- 2004 : La Rafle du Vel d'hiv de Maurice Rajsfus, mise en scène avec Frédéric de Rougemont, théâtre des Mathurins
- 2006-2007 : Rutabaga Swing de Didier Schwartz, théâtre 13 puis comédie des Champs-Élysées
- 2008 : Les Jeux de la nuit de Corinne Cousin et Roland Romanelli, Petit Hébertot
- 2014 : Radio Trenet de Jacques Pessis, Petit Montparnasse
- 2018 : Moi, soldat inconnu de Grégory Duvall, théâtre Montmartre-Galabru

## Filmographie

### Cinéma
- 1961 : La Pendule à Salomon de Vicky Ivernel : le fils de Jean-Baptiste
- 1962 : Un clair de lune à Maubeuge de Jean Chérasse : le chef des scouts
- 1962 : La Meule de René Allio (court-métrage)
- 1966 : Paris brûle-t-il ? de René Clément : un parisien
- 1967 : Mise à sac d'Alain Cavalier : Wiss
- 1970 : Les voisins n'aiment pas la musique de Jacques Fansten (court métrage)
- 1970 : Céleste de Michel Gast : Antoine
- 1972 : Aimez-vous les uns les autres... mais pas trop de Daniel Moosmann : Michel Vernier
- 1974 : Trop c'est trop de Didier Kaminka : Philippe
- 1974 : Le Jeu avec le feu d'Alain Robbe-Grillet : Pierre Garin
- 1975 : Véronique ou l'été de mes 13 ans de Claudine Guillemin
- 1981 : Asphalte de Denis Amar : Jean-Claude Aeger
- 1985 : Scout toujours… de Gérard Jugnot : De La Motte
- 1985 : Paulette, la pauvre petite milliardaire de Claude Confortès : le pointeur à l'usine
- 1988 : Les cigognes n'en font qu'à leur tête de Didier Kaminka : le chauffard
- 2007 : Contre-enquête de Franck Mancuso : Président de la révision des procès
- 2012 : Ma première fois de Marie-Castille Mention-Schaar : Fat

### Télévision
- 1959 : Bastoche et Charles Auguste de Bernard Hecht
- La caméra explore le temps (épisode « Les Templiers ») : Louis, fils du Roi
- 1960 : Le Théâtre de la jeunesse : Le Prince et le Pauvre de Mark Twain, réalisation Marcel Cravenne
- 1961 : Le Mariage de Figaro de Marcel Bluwal : Grippe-Soleil
- 1962 : La Belle et son fantôme de Bernard Hecht : Charles-Auguste Bauvallet
- 1966 : Rouletabille (série) :
  - Le Parfum de la dame en noir d'Yves Boisset : Rouletabille
  - Rouletabille chez le tsar de Jean-Charles Lagneau : Rouletabille
  - Rouletabille chez les bohémiens de Robert Mazoyer : Rouletabille
- 1969 : Agence Intérim, épisode Extra-lucide de Marcel Moussy et Pierre Neurrisse : Vladimir
- 1973 : Le Double Assassinat de la rue Morgue de Jacques Nahum : le commissaire
- 1977 : Au théâtre ce soir : Les Petits Oiseaux d'Eugène Labiche, mise en scène René Dupuy, réalisation Pierre Sabbagh, théâtre Marigny
- 1980 : Cinéma 16, épisode C'est grand chez toi de Patrick Jamain
- 1983 : Les Cinq Dernières Minutes, épisode La Chine à Paris de François Martin
- 1987 : Les Cinq Dernières Minutes, épisode La Peau du rôle de Guy Jorré
- 1996 : Sapho : Ducoin
- 1997 : Un et un font six : Ducoin
- 1999 : Une femme d'honneur de David Delrieux, épisode Un coupable idéal
- 2000 : Roule routier : Costa
- 2001 : Thérèse et Léon de Claude Goretta : un patron
- 2002 : La mort est rousse de Christian Faure : le professeur Schulman
- 2003 : Histoires de fiction : lui-même
- 2004 : Julie Lescaut, épisode Un homme disparaît (saison 1, épisode 13) d'Alain Wermus : Joncourt
- 2009 : La Passion selon Didier de Lorenzo Gabriele
- 2018 : Scènes de ménages : plusieurs apparitions

## Doublage
Note : Les dates inscrites en italique correspondent aux sorties initiales des films dont Philippe Ogouz a assuré le doublage tardif et / ou le redoublage.

### Cinéma

#### Films
- Martin Sheen dans :
  - Apocalypse Now (1979) : le capitaine Benjamin L. Willard (a également assuré le redoublage pour la version Redux de 2001)
  - Nimitz, retour vers l'enfer (1980) : Warren Lasky
  - Dead Zone (1983) : Greg Stillson
  - Siesta (1987) : Del
  - Au-delà des étoiles (1989) : Paul Andrews
  - Le Président et Miss Wade (1995) : A.J. McInerney
  - Onde de choc (1998) : Bill Peterson
  - Les Oubliées de Juarez (2007) : George Morgan
  - Jusqu'à ce que la fin du monde nous sépare (2012) : Franck
  - Selma (2014) : le juge Frank Minis Johnson
  - Come Sunday (2018) : Granville Oral Roberts

- Michael Sarrazin dans :
  - Le Shérif aux poings nus (1967) : Cord Decker
  - Une sacrée fripouille (1967) : Jason « Curley » Treadaway
  - Un colt nommé Gannon (1968) : Jess Washburn
  - La Brigade des cow-boys (1968) : Miller Nalls
  - On achève bien les chevaux (1969) : Robert Syverton
  - Les Griffes de la peur (1969) : Wylie
  - Le Clan des irréductibles (1970) : Leland Stamper

- David McCallum dans :
  - The Spy whith My Face (1965) : Illya Kouriakine[11]
  - Un de nos espions a disparu (1966) : Illya Kouriakine[11]
  - L'Espion au chapeau vert (1966) : Illya Kouriakine[11]
  - Tueurs au karaté (1967) : Illya Kouriakine[11]
  - Les Yeux de la forêt (1980) : Paul Curtis

- Bradford Dillman dans :
  - L'inspecteur ne renonce jamais (1976) : Capt. McKay
  - De la neige sur les tulipes (1977) : Howard Odums
  - L'Inévitable catastrophe (1978) : Maj. Baker
  - Le Retour de l'inspecteur Harry (1983) : Capt. Briggs

- Malcolm McDowell dans :
  - Le Froussard héroïque (1975) : Harry Paget Flashman
  - Passeur d'hommes (1979) : Von Berkow
  - La Féline (1982) : Paul Gallier

- Bob Balaban dans :
  - Rencontres du troisième type (1977) : David Laughlin (1er doublage)
  - Girlfriends (1978) : Martin
  - Au-delà du réel (1980) : Arthur Rosenberg

- Bruce Lee dans :
  - The Big Boss (1971) : Chen Chao-an (1er doublage)
  - La Fureur de vaincre (1972) : Chen Zhen (1er doublage)

- Dustin Hoffman dans :
  - Les Chiens de paille (1971) : David Sumner
  - Papillon (1973) : Louis Delga

- Paul Koslo dans :
  - Joe Kidd (1972) : Roy Gannon
  - Le Voyage des damnés (1976) : Aaron Pozner

- Peter Fonda dans :
  - Larry le dingue, Mary la garce (1974) : Larry
  - Course contre l'enfer (1975) : Roger Marsh

- Harvey Keitel dans : 
  - Ambulances tous risques (1976) : Tony Malatesta
  - Enquête sur une passion (1980) : Inspecteur Netusil

- John Travolta dans :
  - Grease (1978) : Danny Zuko
  - Staying Alive (1983) : Tony Manero

- Chevy Chase dans :
  - Drôle d'embrouille (1978) : Tony Carlson
  - Drôles d'espions (1985) : Emmett Fitz-Hume

- James Remar dans :
  - Les Guerriers de la nuit (1979) : Ajax
  - 48 heures (1982) : Albert Ganz

- Tony Shalhoub dans : 
  - Les Imposteurs (1998) : Voltri
  - Impostor (2002) : Nelson Gittes

Mais aussi :
- 1955 : Cinq Fusils à l'ouest : Govern Sturges (John Lund) (2e doublage datant des années 1980)
- 1961 : West Side Story : [Qui ?]
- 1963[12] : Le Corbeau : Rexford Bedlo (Jack Nicholson
- 1964 : Parmi les vautours : Martin Bauman Jr. (Götz George)
- 1964 : Maciste contre les hommes de pierre : Timor (Franco Morici)
- 1964 : Une femme dans une cage : Essie, le complice de Randall (Rafael Campos)
- 1965 : Le Trésor des montagnes bleues : Lt. Robert Merrill (Mario Girotti)
- 1965 : Sherlock Holmes contre Jack l'Éventreur : Lord Carfax (John Fraser)
- 1965 : Opération Crossbow : Robert Henshaw (Tom Courtenay)
- 1965 : Les Trois Stooges contre les hors-la-loi : Kenneth Cabot (Adam West)
- 1966 : La parole est au colt : Mark Emerson (David Macklin)
- 1966 : Quatre Dollars de vengeance : l'assistant assurant la défense (Miguel de la Riva)
- 1967 : La Poursuite des tuniques bleues : Bagnef (Craig Curtis)
- 1967 : Le Retour des anges de l'enfer : Buddy (Adam Roarke)
- 1968 : La Planète des singes : Lucius (Lou Wagner)
- 1968 : Les Vierges de Satan : Simon Aron (Patrick Mower)
- 1968 : If.... : Johnny (David Wood)
- 1968 : Trahison à Stockholm : Knut (Lars Passgård)
- 1968 : La Femme en ciment : Danny Yale (Frank Raiter)
- 1968 : Les Hommes de Las Vegas : Tom Ferris (Gary Lockwood)
- 1968 : Star! : Noël Coward (Daniel Massey)
- 1969 : L'Homme le plus dangereux du monde : Yin (Eric Young)
- 1969 : La Colline des bottes : Franz (Nazzareno Zamperla)
- 1969 : À l'aube du cinquième jour : le médecin sous-lieutenant (Rade Šerbedžija) et le soldat canadien devant l'enclos des chiens[Qui ?]
- 1969 : Les Sept Bérets rouges : O'Fearn (Kirk Morris)
- 1970 : On l'appelle Trinita : Major Harriman (Farley Granger)
- 1970 : Bloody Mama : Lloyd Barker (Robert De Niro)
- 1970 : M*A*S*H : Capt. Augustus Bedford « Duke » Forrest (Tom Skerritt)
- 1970 : El Condor : le capitaine des gardes surveillant les prisonniers (John Clark)
- 1971 : On continue à l'appeler Trinita : James Parker (Emilio Delle Piane)
- 1971 : La Maison qui tue : Richard / Dominic (Tom Adams)
- 1971 : La Victime désignée : Stefano Augenti (Tomás Milián)
- 1971 : Le Décaméron : un des frères d'Elisabetta[Qui ?]
- 1972 : La Conquête de la planète des singes : César (Roddy McDowall)
- 1973 : Mondwest : Peter Martin (Richard Benjamin)
- 1973 : Les Bootleggers : Dude Watson (Matt Clark)
- 1973 : Croc-Blanc : Jason Scott (Franco Nero)
- 1973 : Police Puissance 7 : Moon (Richard Lynch)
- 1974 : Zardoz : Arthur Frayn / Zardoz (Niall Buggy)
- 1974 : Les Derniers Jours de Mussolini : le capitaine Jack Donati (Giacomo Rossi Stuart)
- 1975 : Un après-midi de chien : Leon Shermer (Chris Sarandon)
- 1975 : Ennemis comme avant : Ben Clark (Richard Benjamin)
- 1975 : Un coup de deux milliards de dollars : Gaby (Gadi Yagil)
- 1976 : King Kong : Roy Bagley (René Auberjonois)
- 1976 : Intervention Delta : le premier terroriste (Werner Pochath)
- 1976 : Une étoile est née : Marty (Robert Englund)
- 1976 : Portrait de groupe avec dame : Kurt Hoyser (Dieter Schidor)
- 1976 : Chewing gum rallye : Jose (Lazaro Perez)
- 1976 : La Carrière d'une femme de chambre : un partisan communiste[Qui ?]
- 1977 : L'Épreuve de force : Feyderspiel (Michael Cavanaugh)
- 1977 : Une poignée de salopards : Tony (Peter Hooten)
- 1977 : Le Prince et le Pauvre : Hugh Hendon (David Hemmings)
- 1977 : Ruby : Dr Paul Keller (Roger Davis)
- 1977 : Bande de flics : Dean Proust (Randy Quaid)
- 1978 : Damien : La Malédiction 2 : Daniel Neff (Lance Henriksen)
- 1978 : Les Sept Cités d'Atlantis : Greg Collinson (Doug McClure)
- 1978 : La Grande Menace : l'officier mécanicien navigant (Colin Rix) (1er doublage)
- 1978 : Les Évadés de l'espace : Hans (Sonny Chiba)
- 1979 : Moonraker : Directeur du Contrôle Mission (Douglas Lambert)
- 1979 : Bienvenue, mister Chance : Thomas Franklin (David Clennon)
- 1979 : Yanks : Danny Ruffelo (Chick Vennera)
- 1979 : Amityville, la Maison du diable : George Lutz (James Brolin)
- 1979 : Le Cavalier électrique : Toland (Basil Hoffman)
- 1979 : Avec les compliments de Charlie : Durant (Billy Gray)
- 1979 : Le Trésor de la montagne sacrée : Achmed (John Ratzenberger)
- 1979 : Météore : Rolf Manheim (Bo Brundin)
- 1979 : Le Malin : Hazel Motes (Brad Dourif)
- 1979 : Cité en feu : Jimbo (James Franciscus)
- 1979 : Expérimentations humaines : le Dr Kline (Geoffrey Lewis)
- 1980 : Le miroir se brisa : inspecteur Dermot Craddock (Edward Fox)
- 1980 : La Guerre des abîmes : Dick Ritt (Richard Jordan)
- 1980 : Le Gang des frères James : Jim Younger (Keith Carradine)
- 1980 : Carny : Marvin Dill (Bill McKinney)
- 1981 : Hurlements : Jerry Warren (James Murtaugh)
- 1981 : Le Bateau : Ario (Claude-Oliver Rudolph)
- 1981 : Wolfen : Ross (Peter Michael Goetz)
- 1981 : À nous la victoire : le capitaine Lawry (Clive Merrison (en))
- 1984 : Ras les profs ! : Propes (Richard Zobel)
- 1985 : Brazil : M. Kurtzmann (Ian Holm)
- 1985 : Une amie qui vous veut du bien : Lou Fimple (Fred Ward)
- 1987 : Cheeseburger film sandwich : Herbert (Roger Barkley) dans Critic's Corner et Griffin (Ed Begley Jr.) dans Son of the Invisible Man
- 1989 : Les Indians : Jake Taylor (Tom Berenger)
- 1990 : Le Mystère von Bülow : Alan Dershowitz (Ron Silver)
- 1992 : Lune de miel à Las Vegas : Tommy Korman (James Caan)
- 1992 : Maris et Femmes : Richard (Ron Rifkin)

#### Films d'animation
- 1966 / 1967 : Cyborg 009 : Joe Russell / 009 (films 1 et 2)
- 1968 : Yellow Submarine : George (1er doublage)
- 1969 : Tintin et le Temple du Soleil : Tintin
- 1978 : Le Prince du soleil : Jacques la Balafre
- 1978[n 1] : Edgar de la Cambriole : Le Secret de Mamo : Edgar de la Cambriole (2e Doublage)
- 1979[n 2] : Le Château de Cagliostro : Vidocq / Edgar de la Cambriole (1er et 3e Doublage)
- 1981[n 3] : Le Lac des Cygnes : le Prince Siegfield
- 1986[n 4] : Les Trois Mousquetaires[13] : Duc de Buckingham
- 1985[n 5] : Les Maîtres de l'Univers : Le Secret de l'Epée : Adam/Musclor (1er et  2e Doublage)
- 1985[n 6] : Les Maîtres de l'Univers : Christmas Special[14] : Adam/Musclor
- 1986[n 7] : Ken le Survivant, le film : Ken, Ryuken et le patriarche
- 1987[n 8] : La Cité interdite : Terry Ranson (1er Doublage)
- 1987 : Cristal Triangle : le narrateur et Georges
- 1993[n 9] : Sailor Moon : Les Fleurs maléfiques : Bourdu / L'Homme masqué
- 2004 : Team America, police du monde : Martin Sheen

### Télévision

#### Téléfilms
- Patrick Duffy dans :
  - Un papa sur mesure : Oliver Watson
  - Dallas : Le Retour de J.R. : Bobby Ewing
  - Sauver ou périr : Max Tucker
  - Dallas : La Guerre des Ewing (en) : Bobby Ewing
  - Une famille en sursis : Jeff Corrigan
  - Le Canyon des bandits : le shérif Tomas 'Swede' Lundstrom
  - L'Homme aux miracles : oncle Norman
  - Mariage contrarié : James Connolly
- David McCallum dans :
  - Frankenstein: The True Story : Dr Henry Clerval
  - Poker d'amour à Las Vegas : Bernard Dimes
- Martin Sheen dans :
  - Queen : James Jackson Sr.
  - Piège en plein ciel : le président des États-Unis
- Jason Alexander dans :
  - La Légende de Cendrillon : Lionel
  - Meteor : le chemin de la destruction : Docteur Chetwyn
- Nigel Bennett dans :
  - Impact final : Colonel Preston Waters
  - Trop jeune pour être père : Dr Howell

Mais aussi :
- 1973 : Frankenstein: The True Story : la créature (Michael Sarrazin)
- 1975 : Le Comte de Monte-Cristo : Edmond Dantes (Richard Chamberlain)
- 1976 : L'Enfant bulle : Peter Biggs (Howard Platt)
- 1981 : À l'est d'Éden : Adam Trask (Timothy Bottoms)
- 1982 : Paper Dolls : Michael Caswell (Craig T. Nelson)
- 1986 : Les 13 jours d'Alamo (en) : le colonel Travis (Alec Baldwin)
- 1987 : Les Roses rouges de l'espoir : Douglas Osborne (Bruce Dern)
- 1987 : Les Douze Salopards : Mission Suicide : Ronnie Webber (Vincent Van Patten)
- 1990 : Max et Helen (en) : Max Rosenberg (Treat Williams)
- 1991 : La Petite Sauvage : Jack Perkins (Beau Bridges)
- 1991 : Tagget (en) : Jerrold (Gérald en VF) Hicks (Noel Harrison)
- 1996 : Le Droit d'être mère : Wesley Knight (Tom Nowicki)
- 1998 : Tremblement de terre à New York : Capitaine Paul Stenning (Michael Moriarty)
- 2004 : Trois filles, trois mariages, un tour du monde ! : Jack Landry (John Larroquette)

#### Séries télévisées
- John Larroquette dans :
  - Tribunal de nuit : Dan Fielding
  - The Practice : Donnell et Associés : Joey Heric
  - Le Dixième Royaume : Tony Lewis
  - Dr House : Gabriel Wozniak
  - McBride : Mike McBride
  - Boston Justice : Carl Sack
  - Chuck : Roan Montgomery
  - New York, unité spéciale : Randall Carver
  - FBI : Duo très spécial : Donovan
  - Les Experts : Manhattan : Ted Carver
  - Flynn Carson et les Nouveaux Aventuriers : Jenkins / Galahad

- Patrick Duffy dans :
  - Dallas (1978) : Bobby Ewing
  - Côte Ouest : Bobby Ewing
  - Notre belle famille : Franklin Delano Lambert
  - Destins croisés : Pete Hogan
  - Les Anges du bonheur : Mike
  - Amour, Gloire et Beauté : Stephen Logan (sr).
  - Dallas (2012) : Bobby Ewing

- Erik Estrada dans :
  - Chips : officier Francis Llewelyn « Ponch » Poncherello (2e voix)
  - Extralarge : Gonzales
  - Popular : Le policier
  - Shasta : Le policier mexicain
  - Amour, Gloire et Beauté : Eduardo Domingez

- Jason Alexander dans :
  - Seinfeld : George Costanza
  - Une nounou d'enfer : Jack
  - Friends : Earl
  - Malcolm : Leonard (saison 4, épisode 19)

- David McCallum dans :
  - Des agents très spéciaux : Illya Kuryakin (épisodes télévisés spécifiques non répertoriés)
  - L'Homme invisible : Docteur Daniel Westin
  - Pour l'amour du risque : Geoffrey Atterton (saison 4, épisode 11)

- Harris Yulin dans :
  - 24 Heures chrono : Roger Stanton
  - Cashmere Mafia : Rafe Gropman
  - Buffy contre les vampires : Quentin Travers

- Nigel Bennett dans :
  - Beach Girls : Sam Emerson
  - Psi Factor, chroniques du paranormal : Frank Elsinger

- Au-delà du réel : Spencer Deighton (Charles Martin Smith)
- Au-delà du réel : Terry McCammon (Xander Berkeley)
- Borgen, une femme au pouvoir : Joachim Chrone (Ulf Pilgaard)
- Chips : Harlan Arliss (Lou Wagner) - 2e voix
- Les Contes de la crypte : Donald Longtooth (Malcolm McDowell), Zorbin (Martin Sheen), John Sejac (John Shea), le gardien de la crypte (2e voix) (John Kassir)
- Côte Ouest : Lee Maddox (Gary Sinise)
- La croisière s'amuse : Isaac Washington (Ted Lange) (Doublage en alternance avec Greg Germain)
- La croisière s'amuse : Ronald Baker (Jimmie Walker)
- Les Envahisseurs : Harry Ferguson (Edward Asner)
- Hondo : Capitaine Richards (Gary Clarke)
- Jack Holborn : Capitaine Sharingham/Juge Sharingham (Matthias Habich) (Doublage en alternance avec Jean Berger)
- JAG : Aspinal (David Gianopoulos)
- Kojak : Caz Mayer (James Woods)
- M*A*S*H : Capitaine Benjamin Franklin « Œil de Lynx » Pierce (Alan Alda) (1re voix)
- Médium : L'Ange de la Mort (Kelsey Grammer)
- Melrose Place : Matt Fielding Sr. (James Handy) (1re voix)
- Méthode Zoé : Stuart Dresden (William Forsythe)
- Une nounou d'enfer : Dr Osborne (Chad Everett)
- Le Riche et le Pauvre : Willie Abbott (Bill Bixby)
- Roman noir : Révérend Tucker (Raymond J. Barry)
- Terreur à bord : Herb Kleinfeld (John Rubinstein)
- Les Têtes brûlées : USMC lieutenant Théodore Joseph « T.J. » Wiley (Robert Ginty)
- Twin Peaks : Leland Palmer (Ray Wise)
- Will et Grace : Dr Foster (Fred Applegate)

#### Séries d'animation
- 1967-1968[n 10] : Princesse Saphir : le roi et Belzebos (2e Doublage : 1er Voix)
- 1969[n 11] : Judo Boy : le narrateur principal (épisodes 1 à 4, et 11 à 13) et un bandit (épisode 12)
- 1971-1972[n 6] : Edgar de la Cambriole : Edgar de la Cambriole / Herlock Sholmes (épisode 14)
- 1978-1979[n 12] : Capitaine Flam : le capitaine Flam
- 1978-1981[n 13] : Galaxy Express 999 : le voisin de Fabala (épisode 33), Wheel Lock (épisode 34) et le professeur Cyclopos (épisode 36)
- 1980 : Ulysse 31 (pilote) : Ulysse
- 1980-1982[n 14] : Arok le barbare : Arok (épisodes 1 et 4)
- 1980-1982[n 15] : Paul le pêcheur : Charlie (2e Voix), le père de Charlie (épisode 18 et 19), père de Jimmy (épisode 22 et 23), M. John et Maître Mekaku (épisode 24 à 26), Maître Christopher (épisode 52 et 53), Jérémy et Peter (épisodes 54 à 57), Arty (épisode 69 à 71) et voix additionnelles
- 1980-1985 : Charlotte aux fraises : Pâté-en-croute
- 1982[n 13] : Karine, l'aventure du Nouveau Monde : le père de Karine, Dr Deighton et M. Princeton
- 1982-1983[n 16] : La Petite Olympe et les Dieux  : Poseïdon (2e Voix de remplacement)
- 1983-1984 : Les Maîtres de l'univers : Adam/Musclor
- 1983-1984[n 3] : Super Durand : inspecteur Victor-la-Bulle et Ludwig (voix de remplacement)
- 1983-1985[n 3] : Le Sourire du dragon  : Hank (2e Voix : épisodes 16, 17, 20 et 21)
- 1984[n 3] : Les Turbolides[15] : ?
- 1984-1985[n 13] : Gu Gu Ganmo[16] : Gu Gu Ganmo le poulet rose
- 1984-1987[n 13] : Ken le Survivant : Ken , Uda, Gulf et voix additionnelles
- 1985[n 15] : Dancougar : Narrateur, Gérard, Dr Levingston et le général Desquier
- 1985-1986 : She-Ra, la princesse du pouvoir : Musclor
- 1985-1988 : Jem et les Hologrammes : Éric Raymond
- 1988-1989[n 17] : Cubitus : Sénéchal (Voix de remplacement)
- 1988-1989[n 17] : Les Samouraïs de l'éternel : Rock (Voix de remplacement : épisode 25 et 26) et Obscuror (épisode 26) et voix diverses (épisode 27)
- 1987-1990[n 16] : Tortues Ninja : Les Chevaliers d'écaille : maître Splinter, Krang et Vernon (épisodes 1 à 106)
- 1989-1990[n 15] : Shurato : Nordine, Nomac et Kalaan
- 1989-1990 : Le Livre de la jungle : Akela, Shere Kahn (Voix principale) et Kaa (Voix de remplacement)
- 1990-1996 : Capitaine Planète : divers méchants
- 1991-1995 : Ren et Stimpy : Voix diverses
- 1992 : Les Nouveaux Voyages de Gulliver[17] : Bolric
- 1992-1997 : Sailor Moon  : Bourdu / l'Homme masqué / Endymion, le prince Diamant, Zirconia, Hélios et voix additionnelles
- 1996-1997 : Zorro, la légende continue : Don Alejandro et le sergent Gonzalès
- 1996-1997 : Mighty Ducks : L'entraîneur Phil Poidsplume et B.R.A.W.N.
- 1997 : Extrêmes Dinosaures : Bad Rap et Argor Zardok
- 2005-2006 : La Ligue des justiciers : Gorilla Grodd (saison 5)
- 2015 : Objectivement : le savon

### Direction artistique
Note : Les dates inscrites en italique correspondent aux sorties initiales des films dont Philippe Ogouz a assuré le doublage tardif et / ou le redoublage.
Films
- 1987 : Le Quatrième Protocole

Films d'animation
- 1978[n 1] : Edgar de la Cambriole : Le Secret de Mamo (2éme Doublage)
- 1979 : Le Château de Cagliostro (troisième doublage de 2005)
- 1985[n 6] : Edgar de la Cambriole : L'Or de Babylone
- 1986 : Ken le survivant, le film
- 1987 : Cristal Triangle
- 1987 : La Cité interdite
- 1987[n 6] : Edgar de la Cambriole : Le Complot du clan Fuma
- 1993 : Sailor Moon : Les Fleurs maléfiques

Téléfilms
- 1991[n 6] : Lupin III : Le Dictionnaire de Napoléon
- 2002[n 6] : Lupin III : First Contact - Épisode 0
- 2003[n 6] : Lupin III : Opération Diamant

Séries télévisées
- 1978-1991 : Dallas (co-direction)
- 1990-1998 : Seinfeld (co-direction avec Jean-François Kopf et Jean-Claude Montalban)
- 1990-1991 : Twin Peaks (co-direction avec Patrick Poivey)
- 1991-1998 : Notre belle famille

Séries d'animation
- 1971-1972[n 6] : Edgar de la Cambriole
- 1978-1979[n 12] : Capitaine Flam
- 1980-1982 : Paul le pêcheur (co-direction avec Jacques Torrens)
- 1982 : Karine, l'aventure du Nouveau Monde
- 1984-1985 : Gu Gu Ganmo[18]
- 1984-1987 : Ken le Survivant (épisodes 1-91, co-direction avec Jacques Torrens (épisodes 47-49))
- 1985 : Dancougar[19]
- 1987-1990 : Tortues Ninja : Les Chevaliers d'écaille (épisodes 1-106)
- 1989-1990 : Le Livre de la jungle
- 1989-1990 : Shurato
- 1992-1997 : Sailor Moon (saisons 1-4)
- 1996-1997 : La Légende de Zorro